# Dancer with Bruised Knees
| Recensione       | Giudizio |
| ---------------- | -------- |
| AllMusic         | [ 1 ]    |
| Robert Christgau | A        |

Dancer with Bruised Knees è il secondo album discografico a nome Kate & Anna McGarrigle, pubblicato dalla casa discografica Warner Bros. Records nel marzo del 1977.

## Tracce
Lato A
1. Dancer with Bruised Knees – 3:46 (Anna McGarrigle)
2. Southern Boys – 3:20 (Kate McGarrigle)
3. No Biscuit Blues – 1:43 (William Dumaresq, Galt MacDermot)
4. First Born – 3:55 (Kate McGarrigle)
5. Blanche comme la neige – 3:44 (Tradizionale; arrangiamento di Kate e Anna McGarrigle)
6. Perrine était servante – 3:14 (Tradizionale; arrangiamento di Kate e Anna McGarrigle)

Lato B
1. Be My Baby – 3:11 (Anna McGarrigle)
2. Walking Song – 3:33 (Kate McGarrigle)
3. Naufragée du tendre – 3:46 (Anna McGarrigle, Philippe Tatartcheff)
4. Hommage à grungie – 3:54 (Kate McGarrigle)
5. Kitty Come Home – 4:36 (Anna McGarrigle)
6. Come a Long Way – 2:17 (Kate McGarrigle)

## Musicisti
Dancer with Bruised Knees
- Anna McGarrigle - voce solista, pianoforte
- Andrew Cowan - chitarra solista
- Scot Lang - chitarra
- John Cale - organo
- Mike Visciglia - basso
- Grady Tate - batteria

Southern Boys
- Kate McGarrigle - voce solista, pianoforte
- Tommy Morgan - armonica
- Richard Davis - basso

No Biscuit Blues
- Kate McGarrigle - voce solista, pianoforte
- Chaim Tannenbaum - armonica
- Pat Donaldson - basso
- Dave Mattacks - batteria

First Born
- Kate McGarrigle - voce solista, pianoforte
- Anna McGarrigle - button accordion
- Scot Lang - chitarre
- Kenny Pearson - organo
- Mike Visciglia - basso
- Warren Smith - congas
- Stephen Gadd - batteria

Blanche comme la neige
- Kate McGarrigle - voce solista, button accordion
- Anna McGarrigle - voce solista, recorder
- Peter Weldon - armonica
- Chaim Tannenbaum - recorder, mandolino
- Ron Doleman - violino
- Janie McGarrigle - organo

Perrine etait servante
- Kate McGarrigle - voce solista, button accordion
- Anna McGarrigle - voce solista, recorder
- Peter Weldon - armonica
- Chaim Tannenbaum - recorder
- Dane Lanken - tromba
- Ron Doleman - violino
- Janie McGarrigle - violino

Be My Baby
- Anna McGarrigle - voce solista, pianoforte
- Scot Lang - chitarra
- Kenny Pearson - organo
- John Cale - marimba
- Mike Visciglia - basso
- Susan Evans - percussioni
- Stephen Gadd - batteria

Walking Song
- Kate McGarrigle - voce solista, pianoforte
- Gordie Fleming - accordion
- Gilles Losier - basso

Naufragee du tendre
- Anna McGarrigle - voce solista, pianoforte
- Kate McGarrigle - voce solista
- Andrew Cowan - chitarra solista
- Scot Lang - chitarra
- Kenny Pearson - pianoforte elettrico
- Pat Donaldson - basso
- Dave Mattacks - batteria
- George Bohannon - strumenti a fiato

Hommage à grungie
- Kate McGarrigle - voce solista, pianoforte
- Scot Lang - chitarra solista
- Andrew Cowan - chitarra
- Chaim Tannenbaum - armonica
- Pat Donaldson - basso
- Dave Mattacks - batteria

Kitty Come Home
- Anna McGarrigle - voce solista, pianoforte, recorder
- Kate McGarrigle - organo

Come a Long Way
- Kate McGarrigle - voce, pianoforte, banjo
- Anna McGarrigle - voce, button accordion
- Jay Ungar - violino
- Scot Lang - chitarra
- Mike Visciglia - basso
- Stephen Gadd - batteria

Note aggiuntive
- Joe Boyd - produttore
- Registrazioni effettuate al: A&R Studios (New York); San Quebec (Montreal, Quebec, Canada); Le Studio (Morin Heights, Quebec, Canada)
- Ingegneri delle registrazioni: Glen Berger (A&R Studios); Tim Hewlings (San Quebec); Steve Ham (Le Studio)
- John Wood e Dennis Dragon - ingegneri del mixaggio
- Randy Saharuni - fotografia
- Design for Better Living - design album[5]